# 貞包里穂
貞包 里穂（さだかね りほ、1996年4月13日 - ）は、日本の元女子バレーボール選手。

## 来歴

### 幼少期〜学生時代
佐賀県嬉野市に3人兄妹の末っ子として生まれた（5つ上の兄、2つ上の兄がいる）。小学校低学年のとき、年上の従姉妹が佐賀北高等学校で選手として春高バレーに出場している姿に憧れ、小学3年生のときにバレーボールを始める。競技をはじめてからこれまで、バレーボールには「楽しい思い出しかない」という。これまで競技人生の中で、アウトサイドヒッター以外のポジションも経験したが、唯一セッターだけは経験がない。小学生当時の監督からも「下手だな」と評されるほどオーバーパスを不得意としていたものの、貞包自身の「セッターをやりたい」という気持ちは強かった。
小学生時代には久間ジュニアに所属し第28回全日本小学生大会にも出場。同大会では古賀紗理那とも対戦した。
2018年、第65回秩父宮妃賜杯全日本大学女子選手権大会（全日本インカレ）の記者会見に東海大学の代表として出席した。

### ヴィクトリーナ姫路 時代
2018年12月10日、V.LEAGUE DIVISION1のヴィクトリーナ姫路への入団内定が発表された。同期入団は櫻井美樹、田中咲希、長野有紗、堀込奈央、脇田美怜。
2019年6月10日、第30回ユニバーシアード競技大会女子日本代表に田中咲希と共に選出された。2019年7月12日に行われ3位決定戦ではハンガリーにフルセットで勝ち銅メダルを獲得。ユニバーシアード女子日本代表チームの3大会連続メダル獲得に貢献した。
2シーズン目となる2019-20シーズンは全試合に出場。チーム2位となる271得点を挙げチームのV1残留に貢献。
2020年5月19日、ヴィクトリーナ姫路の2020-21シーズン新体制が発表。入団2年目にしてチームのキャプテンに就任した。
2022年4月下旬、第70回黒鷲旗全日本選抜大会に向けての練習中に左膝を負傷し、左大腿骨外顆軟骨損傷、内側半月板損傷と診断された。
2024年4月、2023-24シーズン終了をもって現役引退。
2024年6月、2024-25シーズンでヴィクトリーナ姫路のコーチに就任することが発表された。
2025年6月、アシスタントマネージャーに配置転換。

## 選手としての特徴
スピード感とどんなコースにも打てる技術がある。また、力強いスパイクだけでなく、相手のブロックを利用して決めることができる器用な選手。ミスが少なく安定しており、サーブレシーブもできるオールラウンダータイプ。

## 所属チーム
- 嬉野市立久間小学校（久間ジュニア）[1]
- 嬉野市立塩田中学校[1]
- 佐賀県立鹿島実業高等学校
- 東海大学 #1
- ヴィクトリーナ姫路 #20 → #1（2018-2024年）

## 球歴
- 2018年 女子アジア東部地区選手権：日本代表[19]
- 2019年 第30回ユニバーシアード競技大会：日本代表（3位）[20]

## 受賞歴
- 2018年 春季関東大学女子1部リーグ：最優秀選手賞 / レシーブ賞 / 会長特別賞[21][22]
- 2018年 秋季関東大学女子1部リーグ：最優秀選手賞 / レシーブ賞[23]
- 2018年 平成30年度 神奈川県知事杯 神奈川県大学選手権大会：最優秀選手賞[24]

## 個人成績
V.LEAGUEの個人成績は下記の通り（ファイナルステージ、VCup、チャレンジマッチ含む）。
| 大会                  | チーム                | 出場     | 出場        | アタック | アタック | アタック | アタック | バックアタック | バックアタック | バックアタック | バックアタック | アタック 決定本数 | ブロック | ブロック       | サーブ | サーブ         | サーブ   | サーブ | サーブ | サーブ   | サーブレシーブ | サーブレシーブ | サーブレシーブ | サーブレシーブ | 総得点      | 総得点      | 総得点   | 総得点      |
| --------------------- | --------------------- | -------- | ----------- | -------- | -------- | -------- | -------- | -------------- | -------------- | -------------- | -------------- | ----------------- | -------- | -------------- | ------ | -------------- | -------- | ------ | ------ | -------- | -------------- | -------------- | -------------- | -------------- | ----------- | ----------- | -------- | ----------- |
| 大会                  | チーム                | 試 合 数 | セ ッ ト 数 | 打 数    | 得 点    | 失 点    | 決 定 率 | 打 数          | 得 点          | 失 点          | 決 定 率       | セ ッ ト 平 均    | 得 点    | セ ッ ト 平 均 | 打 数  | ノ 丨 タ ッ チ | エ 丨 ス | 失 点  | 効 果  | 効 果 率 | 受 数          | 成 功 ・ 優    | 成 功 ・ 良    | 成 功 率       | ア タ ッ ク | ブ ロ ッ ク | サ 丨 ブ | 得 点 合 計 |
| V1 2021-22            | 姫路                  | 33       | 64          | 409      | 117      | 12       | 28.6     | 32             | 7              | 4              | 21.9           | 1.83              | 8        | 0.12           | 152    | 2              | 3        | 5      | 44     | 9.7      | 191            | 57             | 58             | 45.0           | 117         | 8           | 5        | 130         |
| CM 2022-23            | 姫路                  | 2        | 5           | 38       | 11       | 4        | 28.9     | 4              | 0              | 0              | 0              | 2.20              | 1        | 0.20           | 21     | 0              | 0        | 0      | 7      | 8.3      | 11             | 3              | 2              | 36.4           | 11          | 1           | 0        | 12          |
| V1 2020-21            | 姫路                  | 28       | 87          | 875      | 283      | 36       | 32.3     | 84             | 26             | 6              | 31.0           | 3.25              | 11       | 0.13           | 315    | 1              | 14       | 12     | 89     | 10.9     | 297            | 85             | 69             | 40.2           | 283         | 11          | 15       | 309         |
| V1 2019-20            | 姫路                  | 24       | 84          | 760      | 241      | 26       | 31.7     | 45             | 10             | 4              | 22.2           | 2.87              | 14       | 0.17           | 311    | 0              | 5        | 11     | 95     | 8.4      | 588            | 183            | 151            | 44.0           | 241         | 14          | 5        | 260         |
| CM 2019-20            | 姫路                  | 2        | 6           | 86       | 30       | 1        | 34.9     | 2              | 0              | 0              | 0.0            | 5.00              | 2        | 0.33           | 30     | 2              | 0        | 1      | 13     | 16.7     | 26             | 18             | 1              | 71.2           | 30          | 2           | 2        | 34          |
| V2 2018-19            | 姫路                  | 15       | 48          | 452      | 175      | 12       | 38.7     | 23             | 4              | 1              | 17.4           | 3.65              | 16       | 0.33           | 157    | 1              | 2        | 9      | 44     | 7.5      | 294            | 72             | 90             | 39.8           | 175         | 16          | 3        | 194         |
| 通算：4シーズン・大会 | 通算：4シーズン・大会 | 104      | 294         | 2620     | 857      | 91       | 32.7     | 190            | 47             | 15             | 24.7           | 2.91              | 52       | 0.18           | 986    | 6              | 24       | 38     | 292    | 9.5      | 1407           | 418            | 371            | 42.9           | 857         | 52          | 30       | 939         |

## 出演
YouTube 
- ヴィクトリーナ姫路『ヴィクトリーナ姫路、新キャプテンに24歳貞包』（2020年5月27日）
- ヴィクトリーナ姫路『ユニバーシアード代表の貞包選手・田中選手が姫路市長を表敬訪問』（2019年6月22日）
- サンテレビ『羽ばたけ！ヴィックキャッチ 強烈スパイクに村上アナ挑戦』（2020年10月5日）
- サンテレビ『10月開幕のVリーグ ヴィクトリーナ姫路が新ユニホーム披露』（2020年9月2日）
- サンテレビ『ヴィクトリーナ姫路 感謝の再始動』（2020年6月15日）
- サンテレビ『ヴィクトリーナ姫路、新キャプテンに24歳貞包』（2020年5月28日）
- サンテレビ『ヴィクトリーナ姫路 プロ選手が地元中学生を指導』（2019年8月5日）
- カンテレ『『新鍋理沙×ヴィクトリーナ姫路・貞包里穂 SPインタビュー』』（2021年10月12日）

 テレビ 
- サンテレビ『情報スタジアム4時！キャッチ』（2020年6月15日）[26]

 Twitter 
- ヴィクトリーナ姫路『第六段は貞包選手です！』（2020年4月1日）